# (34722) 2001 QF9
2001 QF9 (asteroide 34722) é um asteroide da cintura principal. Possui uma excentricidade de 0.19055960 e uma inclinação de 2.04903º.
Este asteroide foi descoberto no dia 16 de agosto de 2001 por LINEAR em Socorro.